# Stefanie Klingemann

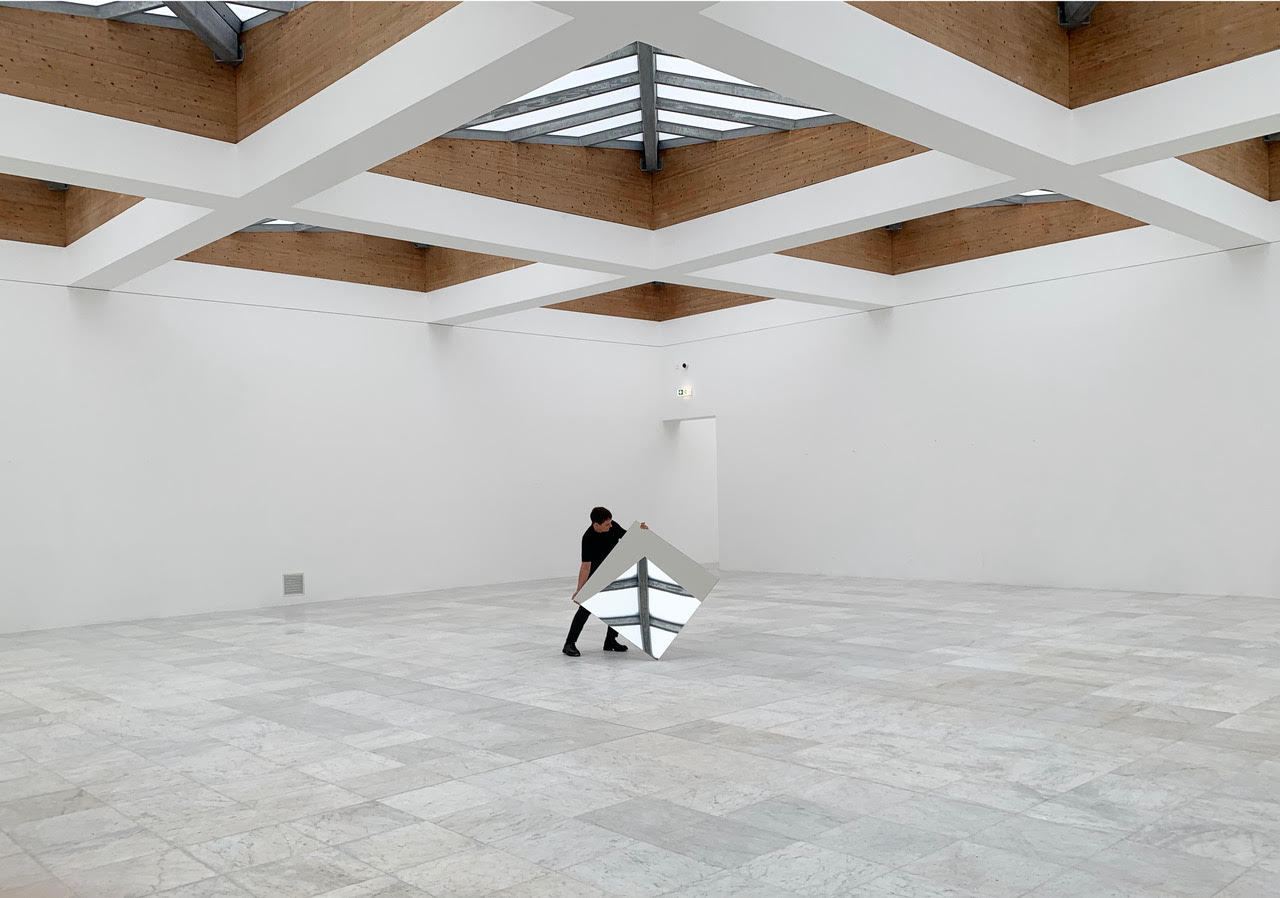
Spiegelungen

Stefanie Klingemann (* 4. Dezember 1977 in Moers, Deutschland) ist eine deutsche Bildhauerin mit dem Schwerpunkt Intervention im öffentlichen Raum, Performance, Installation und Partizipation.

## Leben
Klingemann studierte von 1999 bis 2006 an der Kunstakademie Münster bei den Professoren Maik und Dirk Löbbert, Bildhauerei und Skulptur im öffentlichen Raum und schloss 2006 als Meisterschülerin ab. Von 2003 bis 2004 studierte sie an der École Supérieure des Beaux-Arts, Genève. Im Anschluss an ihr Meisterschülerjahr absolvierte sie das postgraduale Studium der Medienkunst bei Jürgen Klauke an der Kunsthochschule für Medien Köln.
Neben Vorträgen und Workshops, unter anderem an Kunstakademie Nürnberg, der Universität Siegen, bei der Montagstiftung Kunst und Gesellschaft ist sie seit 2020 Mentorin im Förderprogramm des Landesbüros für bildende Kunst NRW. Seit 2023 ist sie künstlerisch-wissenschaftliche Mitarbeiterin an der Universität Siegen im Lehrbereich Künstlerische Strategien im öffentlichen Raum und Kulturelle Bildung. Zuvor lehrte sie u. a. an der Kunstakademie Düsseldorf im Orientierungsbereich.
Stefanie Klingemann lebt und arbeitet in Köln und der Eifel. Sie ist Initiatorin zahlreicher Kunstprojekte, darunter beispielhaft das Künstlerinnen Magazin MOFF KünstlerInnen im Gespräch – Szene Rheinland, die Ausstellungsreihe 10qm in Köln, sowie der Initiative Equality for Women in Visual Arts.

## Werk
Klingemanns künstlerische Arbeit ist verbunden mit den von ihr begründeten Initiativen und Projekten. Selfpublishing und kuratorische Projekte sind Teil ihrer künstlerischen Praxis wie z. B. das Kunstmagazin MOFF oder die das Festival KUNST BASIS EBERTPLATZ.

## Museen und Sammlungen
Werke von Stefanie Klingemann sind seit 2009 in öffentlichen Sammlungen wie dem Kunsthaus NRW Kornelimünster, dem IKOB – Museum für zeitgenössische Kunst in Eupen oder der Städtischen Galerie im Park Viersen sowie Marta Herford vertreten.

## Ausstellungen (Auswahl)

### Einzelausstellungen
- 2011: Ahlen ist nicht New York. Kunstverein Ahlen[7]
- 2017: Imagination 45 Kubik. Kunsthalle Baden-Baden[8]
- 2020: Living Rooms/Lebende Räume. Intervention im Öffentlichen Raum, Kunsthaus NRW Kornelimünster[1]
- 2024: Progress. Skulpturenmuseum Marl[9]

### Gruppenausstellungen
- 2008: Vote For Women. Kunst Meran[10]
- 2012: Gold und Asche. Marta Herford[6]
- 2017: Parcours. Videonale, Bonn[11]

## Preise und Auszeichnungen
- 2017: Kölner Kulturpreis in der Kategorie Junge Initiativen für das moff-magazin und die Kunstaktion 10qm[12]
- 2021: Deutsche Akademie Rom, Residenzstipendium[13]